# Nicole Scherzinger
Nicole Scherzinger, född 29 juni 1978 i Honolulu, Hawaii, är en amerikansk sångerska, låtskrivare och TV-personlighet.

## Biografi
1999 tog hon en paus från sina studier för att köra bakom rockbandet Days of the New.
År 2001 deltog hon i första säsongen av amerikanska Popstars. Genom programmet fick Scherzinger en plats i tjejgruppen Eden's Crush.  Bandets första singel "Get over yourself" nådde åttonde plats på Billboardlistan.
2003 blev Scherzinger medlem i bandet Pussycat Dolls. 
Mellan 2006 och 2008 arbetade hon på ett soloalbum, Her Name Is Nicole, vid sidan av Pussycat Dolls men albumet gavs aldrig ut.
2006 medverkade hon i P Diddys låt "Come to me". På Timbalands album Presents: Shock Value är Scherzinger med och sjunger i låten "Scream" tillsammans med Timbaland själv och Keri Hilson.
Hon var tidigare tillsammans med den mångfaldige världsmästaren i Formel 1, Lewis Hamilton.
2012 var Scherzinger med i juryn för The X Factor i Storbritannien.
2016 medverkade Nicole Scherzinger i Disneys amerikanska version av Moana/Vaiana där hon var röst åt Moanas mamma Sina.

## Diskografi

### Studioalbum
- 2011: Killer Love
- 2014: Big Fat Lie

### Singlar
- 2007: "Whatever U Like" (med T.I.)
- 2007: "Baby Love" (med will.i.am)
- 2007: "Supervillain" (med Mad Scientist) (endast digital utgåva)
- 2007: "Puakenikeni" (med Brick & Lace) (endast digital utgåva)
- 2008: "Rio" (Caress Brazilian Mix) (endast digital utgåva)
- 2011: "Don't Hold Your Breath"
- 2011: "Wet"
- 2011: "Try With Me"
- 2013: "Boomerang"
- 2014: "Your Love"
- 2014: "Run"
- 2014: "On the Rocks"
- 2014: "Bang"

### Med andra artister
- 2006: "Lie About Us" (Avant med Nicole Scherzinger)
- 2006: "Come to Me" (P Diddy med Nicole Scherzinger)
- 2007: "You Are My Miracle" (Vittorio Grigolo med Nicole Scherzinger)
- 2008: "Scream" (Timbaland med Keri Hilson & Nicole Scherzinger)
- 2010: "Baby can't drive" (Slash med Alice Cooper och Nicole Scherzinger)
- 2011: "Coconut Tree" (Mohombi med Nicole Scherzinger)
- 2011: "Right there" (50 Cent med Nicole Scherzinger)
- 2013: "Io Ti Penso Amore" (David Garrett med Nicole Scherzinger - från albumet "Garrett vs. Paganini")
- 2017: "Papi" (Todrick Hall med Nicole Scherzinger)